# Concours Eurovision de la chanson 1983
- Pays participants
- Pays ayant participé dans le passé

Harrogate 1982 Luxembourg 1984
Le Concours Eurovision de la chanson 1983 fut la vingt-huitième édition du concours. Il se déroula le samedi 23 avril 1983, à Munich, en République fédérale d’Allemagne. Il fut remporté par le Luxembourg, avec la chanson Si La Vie Est Cadeau, interprétée par Corinne Hermès. Israël termina deuxième et la Suède, troisième.

## Organisation
L’Allemagne, qui avait remporté l'édition 1982, se chargea de l’organisation de l’édition 1983.

## Pays participants
Vingt pays participèrent au vingt-huitième concours.
La France, la Grèce et l’Italie firent leur retour. L’Irlande se retira à la suite de difficultés financières rencontrées par la télévision publique irlandaise.

## Format

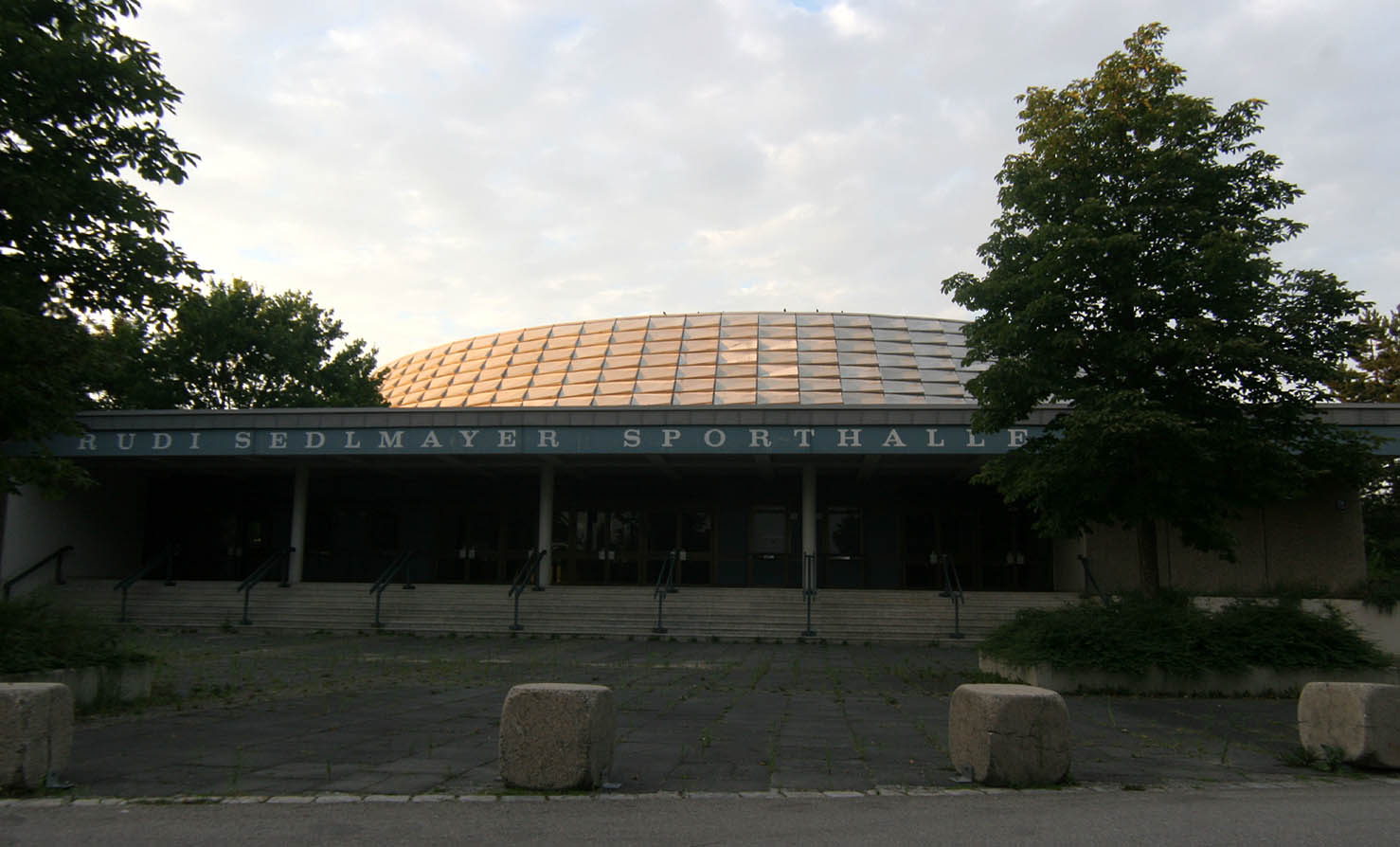
Le Rudi-Sedlmayer-Halle, à Munich.

Le concours eut lieu au Rudi-Sedlmayer-Halle, à Munich, salle de sport inaugurée en 1972 pour les Jeux olympiques de Munich. Les répétitions débutèrent le lundi 18 avril.
La scène était constituée d’un vaste podium en forme d’arc de cercle, comportant neuf marches à ses extrémités. L’orchestre était installé dans la courbe intérieure de l’arc. Le décor derrière le podium était composé de trois rangées de respectivement neuf, onze et treize carrés. Ces carrés étaient faits d’une armature en métal poli supportant des fils lumineux. Ces fils étaient disposés horizontalement ou verticalement, en alternance des carrés. La bordure du podium et les extrémités des carrés étaient dotés d’ampoules nues. Fils lumineux et ampoules pouvaient être allumés, éteints ou clignoter selon les prestations. Le tableau d’affichage des votes était situé à droite de la scène. Le pupitre du superviseur ne fut pas montré à l’écran.
Une innovation technique majeure fut introduite : l’usage de micros HF Sennheiser.
Le programme devait initialement durer deux heures et quarante-cinq minutes, mais s'étala finalement sur près de trois heures et quatre minutes. Ce fut la première fois que la durée de retransmission du concours dépassa les trois heures.

## Ouverture

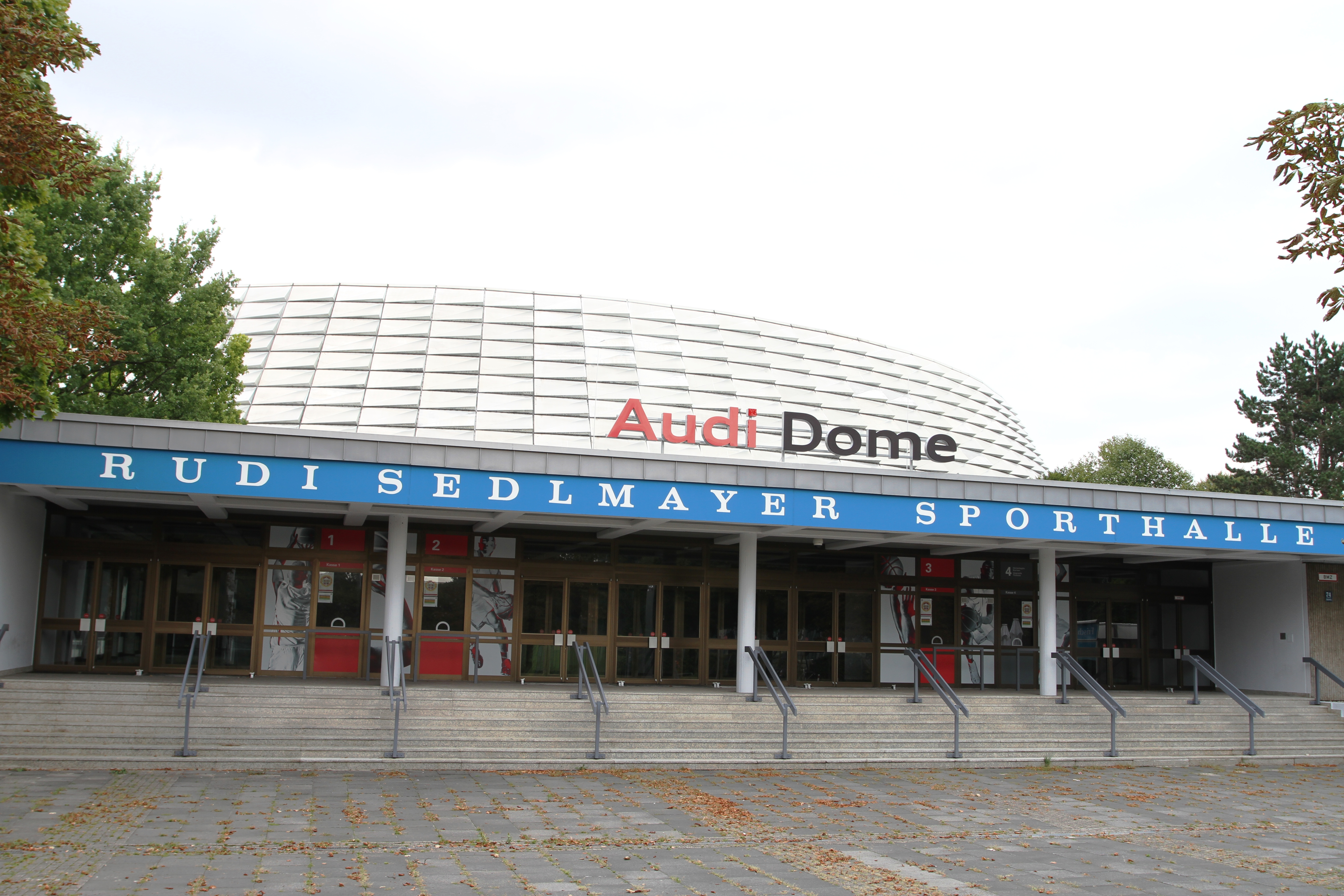
Le Rudi-Sedlmayer-Halle à München, Sendling-Westpark.

L’ouverture du concours  dura près de quinze minutes, une des plus longues jamais réalisées. Elle comporta deux parties. Premièrement, fut projetée une vidéo, débutant par une vue sur une carte de l’Europe, qui s’agrandit sur l’Allemagne et sur Munich. Furent montrées ensuite de nombreuses vues touristiques du pays. La vidéo se termina par un passage aérien au-dessus du village olympique de Munich et par un plan du Rudi-Sedlmayer-Halle. Deuxièmement, toutes les délégations montèrent sur scène, une par une, jusqu’à remplir entièrement le podium. La présentatrice fit alors son entrée. Elle salua le public en trois langues et dit : « Je suis très heureuse de passer cette soirée avec vous. » Elle ajouta : « C'est la musique qui est reine, ce soir ! », avant d’expliquer de façon extensive les règles du concours.

## Déroulement
La présentatrice de la soirée fut Marlène Charell, danseuse et meneuse de revues renommée. Elle s’adressa aux téléspectateurs en allemand, en anglais et en français.
L'orchestre était dirigé par Dieter Reith.
Il n’y eut pas de cartes postales : elles n’avaient pu être réalisées à temps pour le Concours. À la place, les noms des pays participants furent projetés en trois langues sur le décor. Ensuite, Marlène Charell introduisit (toujours en trois langues) le titre de la chanson et les noms et prénoms des auteurs, compositeurs, interprètes et chefs d’orchestre. À sa droite, furent disposés des bouquets de fleurs, composés par elle, et reprenant les couleurs des drapeaux des pays participants.
Ces introductions furent perturbées par les erreurs de langage de Marlène Charell. Elle confondit les noms de certains artistes et écorcha celui de bien d’autres. Ainsi, elle appela Sigurd Jansen, « Johannes Skorgan » ; Remedios Amaya, « Ramedios Amaya » et Ami Aspelund, « Ami Aspesund ». Cela provoqua le mécontentement des personnes concernées.

## Chansons
Vingt chansons concoururent pour la victoire.
La chanson suédoise, Främling, interprétée par Carola, fut numéro un des ventes de disques en Suède, en Norvège et au Danemark. Elle devint par la suite le single le plus vendu de l’histoire suédoise. Au concours, Carola termina troisième.
La chanson turque Opera, interprétée par Çetin Alp, reprenait dans son refrain plusieurs airs d’opéra. Les choristes, le groupe The Short Waves, étaient déguisés en personnages d’opéra, notamment Carmen, Aïda et Figaro.
La représentante finlandaise, Ami Aspelund, n’est autre que la sœur de Monica Aspelund, qui avait représenté la Finlande au concours 1977.
La chanson yougoslave, Džuli, interprétée par Danijel, remporta par la suite un grand succès dans la plupart des pays européens. Au concours, Danijel termina quatrième.
La représentante israélienne, Ofra Haza, termina deuxième. Cependant, ce sera elle qui connaîtra la carrière la plus fructueuse. Elle remportera de très nombreux succès internationaux, notamment avec son adaptation d’Im Nin'alu, en 1988.
La chanson belge Rendez-Vous, ne comporte en réalité qu’une seule phrase, répétée sept fois et signifiant « Mais la coupe est pleine et je vais me taire. »
La chanson luxembourgeoise Si la vie est cadeau a été composée par Jean-Pierre Millers. Celui-ci était un découvreur de talents, qui lança ensuite ennotamment la carrière de la chanteuse Melody.

## Chefs d'orchestre
| François Rauber      | Sigurd Jansen     | John Coleman         | Anders Ekdahl | Maurizio Fabrizio |
| -------------------- | ----------------- | -------------------- | ------------- | ----------------- |
| - France             | - Norvège         | - Royaume-Uni        | - Suède       | - Italie          |
| Buğra Uğur           | José Miguel Évora | Robert Weber         | Ossi Runne    | Mimis Plessas     |
| - Turquie            | - Espagne         | - Suisse             | - Finlande    | - Grèce           |
| Piet Souer           | Radovan Papović   | Michael Rozakis      | Dieter Reith  | Allan Botschinsky |
| - Pays-Bas           | - Yougoslavie     | - Chypre             | - Allemagne   | - Danemark        |
| Silviu Nansi Brandes | Mike Sergeant     | Richard Österreicher | Freddy Sunder | Michel Bernholc   |
| - Israël             | - Portugal        | - Autriche           | - Belgique    | - Luxembourg      |

## Entracte
Le spectacle d'entracte fut un ballet contemporain, intitulé « Song Contest Ballet ». Il fut mené par Marlène Charell et dansé sur la musique de succès internationaux, tous composés par des artistes allemands. Il se conclut sur Strangers In The Night.

## Coulisses
Durant le vote, la caméra fit de nombreux plans sur les artistes à l’écoute des résultats. Apparurent notamment Ofra Haza, Riccardo Fogli, les frères Hoffman, le groupe Sweet Dreams, Carola, Guy Bonnet, Danijel et Corinne Hermès.

## Vote
Le vote fut décidé entièrement par un panel de jurys nationaux. Les différents jurys furent contactés par téléphone, selon l'ordre de passage des pays participants. Chaque jury devait attribuer dans l'ordre 1, 2, 3, 4, 5, 6, 7, 8, 10 et 12 points à ses dix chansons préférées. Les points furent énoncés dans l’ordre ascendant, de un à douze.
Le superviseur délégué sur place par l'UER fut Frank Naef . Il fut assisté dans sa tâche par Marie-Claire Vionnet.
Frank Naef monta sur scène pour féliciter la production de la soirée. Il fit un baisemain à Marlène Charell, avant de regagner sa place. Charell, encore essoufflée d’avoir dansé le ballet d’entracte, lança alors le vote.
La procédure fut perturbée par de nouvelles erreurs de langage de Marlène Charell. Elle en commit pas moins de treize, confondant notamment les langues, les attributions des points et les noms des pays .
Durant la première partie du vote, l’Allemagne mena en tête. Elle fut dépassée par le Luxembourg, après le vote du jury turc. Le Grand-Duché mena ensuite en tête jusqu’à la fin, souvent rattrapé, mais jamais dépassé par la Suède, Israël et la Yougoslavie.

## Résultats
Ce fut la cinquième victoire du Luxembourg au concours. Le Grand-Duché égala ainsi le record de victoires établi par la France en 1977.
Corinne Hermès reçut le trophée de la victoire des mains de Nicole, gagnante de l’année précédente, et d’Albert Scharf, président de l'UER. La reprise de la chanson gagnante s’effectua dans une certaine confusion. L’orchestre entama la partition de Si la vie est cadeau, alors que la délégation luxembourgeoise était encore occupée à recevoir ses fleurs. Marlène Charell dut remonter sur scène et mener Corinne Hermès jusqu’à son micro.
Ce fut la deuxième année consécutive que la chanson interprétée la dernière remporta la victoire. Ce fut également la deuxième année consécutive qu’Israël termina à la deuxième place. Enfin, ce fut la seule fois de l’histoire du concours que la Grèce n’attribua aucun point à Chypre.
Deux pays terminèrent derniers avec « nul point » : l’Espagne et la Turquie. Ce fut la première fois que cela se produisit dans le cadre de ce système de vote.
| Ordre | Pays          | Artiste(s)                  | Chanson                              | Langue      | Place | Points |
| ----- | ------------- | --------------------------- | ------------------------------------ | ----------- | ----- | ------ |
| 01    | France        | Guy Bonnet                  | Vivre                                | Français    | 8     | 56     |
| 02    | Norvège       | Jahn Teigen                 | Do, re, mi                           | Norvégien   | 9     | 53     |
| 03    | Royaume-Uni   | Sweet Dreams                | I'm Never Giving Up                  | Anglais     | 6     | 79     |
| 04    | Suède         | Carola                      | Främling                             | Suédois     | 3     | 126    |
| 05    | Italie        | Riccardo Fogli              | Per Lucia                            | Italien     | 11    | 41     |
| 06    | Turquie       | Çetin Alp & The Short Waves | Opera                                | Turc        | 19    | 0      |
| 07    | Espagne       | Remedios Amaya              | ¿ Quien maneja mi barca ?            | Espagnol    | 19    | 0      |
| 08    | Suisse        | Mariella Farré              | Io così non ci sto                   | Italien     | 15    | 28     |
| 09    | Finlande      | Ami Aspelund                | Fantasiaa                            | Finnois     | 11    | 41     |
| 10    | Grèce         | Krísti Stassinopoúlou       | Mou les (Μου λες)                    | Grec        | 14    | 32     |
| 11    | Pays-Bas      | Bernadette                  | Sing Me a Song                       | Néerlandais | 7     | 66     |
| 12    | Yougoslavie   | Danijel                     | Džuli                                | Monténégrin | 4     | 125    |
| 13    | Chypre        | Stavros & Constantina       | I agápi akóma zi (Η aγάπη aκόμα ζει) | Grec        | 16    | 26     |
| 14    | Allemagne H T | Hoffmann et Hoffmann        | Rücksicht                            | Allemand    | 5     | 94     |
| 15    | Danemark      | Gry Johansen                | Kløden drejer                        | Danois      | 17    | 16     |
| 16    | Israël        | Ofra Haza                   | Hai (חי)                             | Hébreu      | 2     | 136    |
| 17    | Portugal      | Armando Gama                | Esta balada que te dou               | Portugais   | 13    | 33     |
| 18    | Autriche      | Westend                     | Hurricane                            | Allemand    | 9     | 53     |
| 19    | Belgique      | Pas de deux                 | Rendez-vous                          | Néerlandais | 18    | 13     |
| 20    | Luxembourg    | Corinne Hermès              | Si la vie est cadeau                 | Français    | 1     | 142    |

## Anciens participants
| Artiste     | Pays    | Année(s) précédente(s) |
| ----------- | ------- | ---------------------- |
| Guy Bonnet  | France  | 1970                   |
| Jahn Teigen | Norvège | 1978, 1982             |

## Tableau des votes
| Drapeau de la France | Drapeau de la Norvège                             | Drapeau du Royaume-Uni | Drapeau de la Suède | Drapeau de l'Italie | Drapeau de la Turquie | Drapeau de l'Espagne | Drapeau de la Suisse | Drapeau de la Finlande | Drapeau de la Grèce | Drapeau des Pays-Bas | Drapeau de la République fédérative socialiste de Yougoslavie | Drapeau de Chypre | Drapeau de l'Allemagne | Drapeau du Danemark | Drapeau d’Israël | Drapeau du Portugal | Drapeau de l'Autriche | Drapeau de la Belgique | Drapeau du Luxembourg | Total |    |     |
| Pays                 | France                                            |                        | 3                   | –                   | –                     | 10                   | –                    | –                      | 10                  | 6                    | 7                                                             | 2                 | 3                      | 4                   | 4                | –                   | 1                     | 3                      | –                     | –     | 3  | 56  |
| Pays                 | Norvège                                           | –                      |                     | 5                   | 3                     | –                    | 6                    | –                      | –                   | –                    | –                                                             | 8                 | –                      | –                   | 1                | 8                   | 4                     | 6                      | 3                     | 7     | 2  | 53  |
| Pays                 | Royaume-Uni                                       | 5                      | 5                   |                     | 12                    | 2                    | 5                    | –                      | 8                   | –                    | 5                                                             | 5                 | –                      | 6                   | 3                | 5                   | –                     | 2                      | 10                    | –     | 6  | 79  |
| Pays                 | Suède                                             | 6                      | 12                  | 8                   |                       | 8                    | 7                    | 2                      | 5                   | 10                   | 10                                                            | 3                 | 1                      | 7                   | 12               | 10                  | 8                     | 4                      | 8                     | 5     | –  | 126 |
| Pays                 | Italie                                            | 7                      | –                   | –                   | 2                     |                      | 4                    | 3                      | –                   | 1                    | 2                                                             | –                 | 8                      | 1                   | –                | –                   | 6                     | 7                      | –                     | –     | –  | 41  |
| Pays                 | Turquie                                           | –                      | –                   | –                   | –                     | –                    |                      | –                      | –                   | –                    | –                                                             | –                 | –                      | –                   | –                | –                   | –                     | –                      | –                     | –     | –  | 0   |
| Pays                 | Espagne                                           | –                      | –                   | –                   | –                     | –                    | –                    |                        | –                   | –                    | –                                                             | –                 | –                      | –                   | –                | –                   | –                     | –                      | –                     | –     | –  | 0   |
| Pays                 | Suisse                                            | –                      | 1                   | –                   | –                     | 7                    | –                    | 1                      |                     | –                    | –                                                             | –                 | 7                      | –                   | –                | –                   | –                     | –                      | 6                     | 1     | 5  | 28  |
| Pays                 | Finlande                                          | 1                      | 2                   | 6                   | –                     | –                    | 3                    | –                      | 4                   |                      | 8                                                             | –                 | –                      | –                   | 7                | –                   | 7                     | –                      | 2                     | –     | 1  | 41  |
| Pays                 | Grèce                                             | 3                      | –                   | –                   | –                     | –                    | –                    | 12                     | –                   | 5                    |                                                               | –                 | –                      | 12                  | –                | –                   | –                     | –                      | –                     | –     | –  | 32  |
| Pays                 | Pays-Bas                                          | 2                      | 7                   | 1                   | 6                     | 4                    | 2                    | –                      | 12                  | 3                    | –                                                             |                   | 5                      | 5                   | 2                | 4                   | 3                     | –                      | 4                     | 2     | 4  | 66  |
| Pays                 | Yougoslavie                                       | –                      | 8                   | 12                  | –                     | 1                    | 12                   | 10                     | –                   | 12                   | 6                                                             | 7                 |                        | 8                   | 6                | 12                  | 10                    | –                      | 1                     | 12    | 8  | 125 |
| Pays                 | Chypre                                            | –                      | 4                   | –                   | –                     | –                    | –                    | –                      | 1                   | –                    | –                                                             | –                 | 6                      |                     | 5                | 1                   | 5                     | –                      | –                     | 4     | –  | 26  |
| Pays                 | Allemagne                                         | 10                     | 10                  | 7                   | 8                     | 6                    | –                    | –                      | 2                   | 4                    | 1                                                             | 10                | –                      | –                   |                  | 3                   | –                     | 8                      | 7                     | 6     | 12 | 94  |
| Pays                 | Danemark                                          | –                      | –                   | 2                   | 7                     | –                    | 1                    | 4                      | –                   | –                    | –                                                             | –                 | –                      | 2                   | –                |                     | –                     | –                      | –                     | –     | –  | 16  |
| Pays                 | Israël                                            | 8                      | 6                   | 10                  | 5                     | 3                    | –                    | 6                      | 7                   | 7                    | 3                                                             | 12                | 10                     | –                   | 10               | 7                   |                       | 10                     | 12                    | 10    | 10 | 136 |
| Pays                 | Portugal                                          | 4                      | –                   | –                   | 1                     | –                    | –                    | 5                      | 6                   | 2                    | –                                                             | 6                 | 2                      | –                   | –                | –                   | –                     |                        | –                     | –     | 7  | 33  |
| Pays                 | Autriche                                          | –                      | –                   | 3                   | 4                     | 5                    | 10                   | –                      | –                   | –                    | 4                                                             | 4                 | 4                      | 3                   | –                | 6                   | 2                     | 5                      |                       | 3     | –  | 53  |
| Pays                 | Belgique                                          | –                      | –                   | 4                   | –                     | –                    | –                    | 8                      | –                   | –                    | –                                                             | –                 | –                      | –                   | –                | –                   | –                     | 1                      | –                     |       | –  | 13  |
| Pays                 | Luxembourg                                        | 12                     | –                   | –                   | 10                    | 12                   | 8                    | 7                      | 3                   | 8                    | 12                                                            | 1                 | 12                     | 10                  | 8                | 2                   | 12                    | 12                     | 5                     | 8     |    | 142 |
| Pays                 | Le tableau suit l'ordre de passage des candidats. |                        |                     |                     |                       |                      |                      |                        |                     |                      |                                                               |                   |                        |                     |                  |                     |                       |                        |                       |       |    |     |

## Télédiffuseurs
| Pays        | Télédiffuseur(s)        | Commentateur(s)     | Porte-parole           |
| ----------- | ----------------------- | ------------------- | ---------------------- |
| Allemagne   | ARD Deutsches Fernsehen | Ado Schlier         | Carolin Reiber         |
| Allemagne   | Deutschlandfunk         | Roger Horné         | Carolin Reiber         |
| Autriche    | FS2                     | Ernst Grissemann    | Tilia Herold           |
| Autriche    | Hitradio Ö3             | Rudolf Klausnitzer  | Tilia Herold           |
| Belgique    | RTBF1                   | Jacques Mercier     | Anne Ploegaerts        |
| Belgique    | RTBF La Première        | Jacques Olivier     | Anne Ploegaerts        |
| Belgique    | BRT TV1                 | Luc Appermont       | Anne Ploegaerts        |
| Belgique    | BRT Radio 1             | Herwig Haes         | Anne Ploegaerts        |
| Chypre      | RIK                     | Fryni Papadopoulou  | Anna Partelidou        |
| Chypre      | CyBC Radio 2            | Neophytos Taliotis  | Anna Partelidou        |
| Danemark    | DR TV                   | Jørgen de Mylius    | Bent Henius            |
| Danemark    | DR P3                   | Karen Thisted       | Bent Henius            |
| Espagne     | TVE1                    | José-Miguel Ullán   | Rosa Campano           |
| Finlande    | YLE TV1                 | Erkki Pohjanheimo   | Solveig Herlin         |
| France      | Antenne 2               | Léon Zitrone        | Geneviève Moll         |
| France      | France Inter            | Philippe Caloni     | Geneviève Moll         |
| Grèce       | ERT                     | Mako Georgiadou     | Irini Gavala           |
| Israël      | Télévision Israélienne  | pas de commentateur | Yitzhak Shim'oni       |
| Israël      | Reshet Gimel            | Daniel Pe'er        | Yitzhak Shim'oni       |
| Italie      | Rete 1                  | Paolo Frajese       | Paola Perissi          |
| Italie      | Rai Radio 1             | Antonio Caprarica   | Paola Perissi          |
| Luxembourg  | RTL Télévision          | Valérie Sarn        | Jacques Harvey         |
| Luxembourg  | RTL Radio               | André Torrent       | Jacques Harvey         |
| Norvège     | NRK                     | Ivar Dyrhaug        | Erik Diesen            |
| Norvège     | NRK P1                  | Erik Heyerdahl      | Erik Diesen            |
| Pays-Bas    | Nederland 1             | Willem Duys         | Flip van der Schalie   |
| Portugal    | RTP1                    | Eládio Clímaco      | João Abel Fonseca      |
| Royaume-Uni | BBC1                    | Terry Wogan         | Colin Berry            |
| Suède       | SVT TV1                 | Ulf Elfving         | Agneta Bolme-Börjefors |
| Suède       | SR P3                   | Kent Finell         | Agneta Bolme-Börjefors |
| Suisse      | TSR                     | Georges Hardy       | Michel Stocker         |
| Suisse      | TV DSR                  | Theodor Haller      | Michel Stocker         |
| Suisse      | TSI                     | Giovanni Bertini    | Michel Stocker         |
| Turquie     | TRT                     | Başak Doğru         | Fatih Orbay            |
| Turquie     | TRT Radyo 3             | Bülent Osma         | Fatih Orbay            |
| Yougoslavie | TVB 2                   | Mladen Popović      | Boško Negovanović      |
| Yougoslavie | TVZ 2                   | Oliver Mlakar       | Boško Negovanović      |
| Yougoslavie | TVL 2                   | Tomaž Terček        | Boško Negovanović      |

Le concours fut diffusé pour la première fois en Australie.